# Actor de doblatge

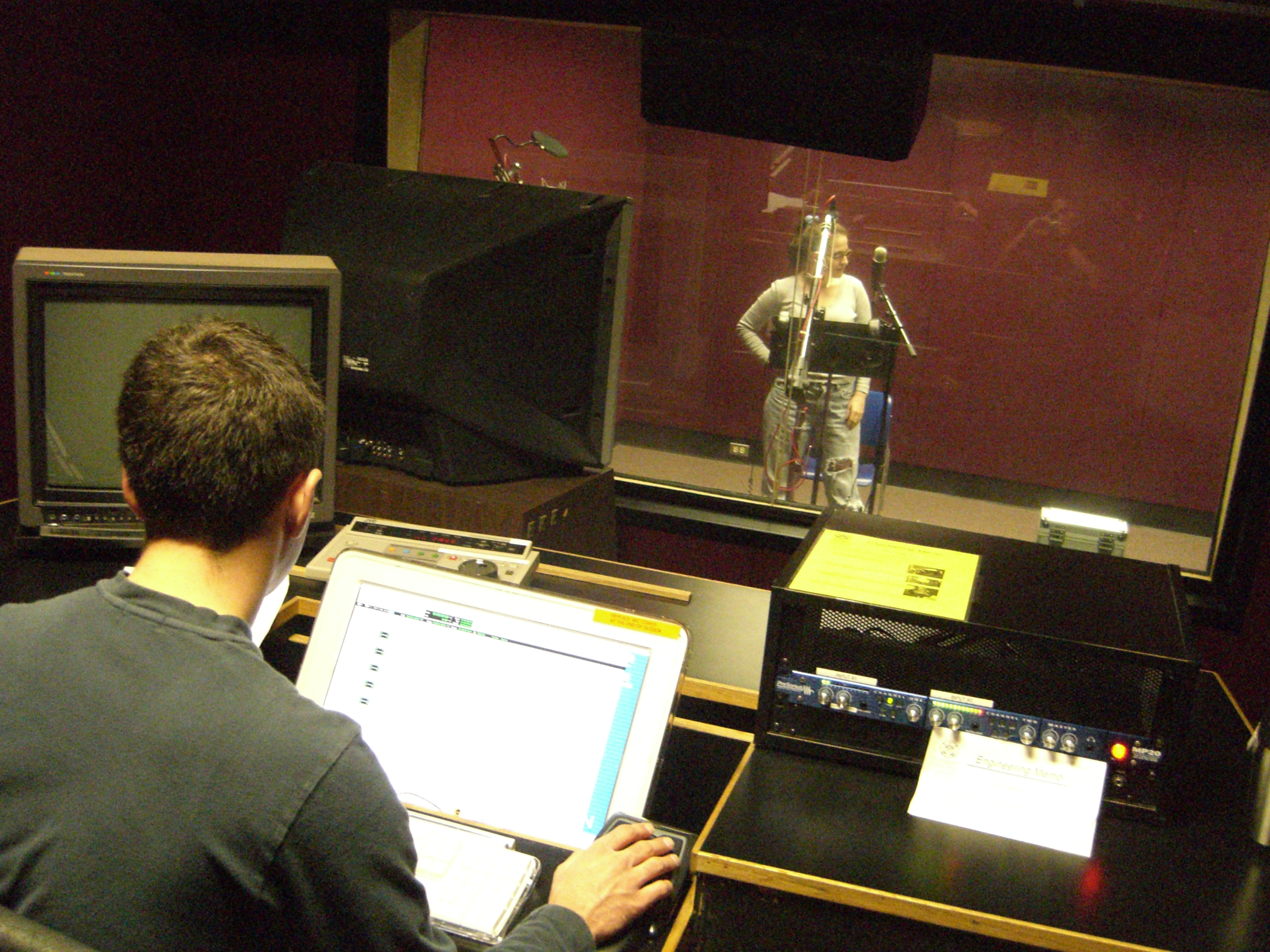
Estudi de doblatge.

Un actor de doblatge o doblador, en femení actriu de doblatge o dobladora, és l'actor de veu que s'encarrega de substituir els diàlegs originals d'una producció audiovisual, posteriorment, en un estudi d'enregistrament.
El procés de doblatge consta de diverses fases: l'adaptació de diàlegs, el repartiment de veus, l'enregistrament de veus en sala, la direcció de sala, les mescles, el control del doblatge, el lliurament del so de la versió doblada, el negatiu de so... entre d'altres.
El doblatge pot efectuar-se per diferents motius:
- Per l'adquisició d'un producte televisiu o cinematogràfic, especialment estranger, que es decideix difondre en l'idioma del país comprador. Aquest és el motiu més comú per a fer un doblatge. En aquest cas, un grup de professionals, sota la supervisió del director de doblatge, tradueixen, adapten i ajusten els diàlegs, afegint-los informació rellevant que més tard ajudarà els actors/actrius de doblatge a realitzar correctament la substitució de veus dels personatges, formant part de la fase d'adaptació del guió.[3]
- Per a solucionar la falta de fonogènia d'un actor que apareix en un anunci televisiu o per altres criteris de l'anunciant.
- Per a corregir un enregistrament defectuós de la banda de so d'una pel·lícula o sèrie.

## Principals tècniques d'actuació
Les tècniques d'actuació van néixer de grans directors de teatre amb la finalitat que l'actor pogués crear a un personatge que arribés al cor dels espectadors. De les primeres i més rellevants són:
- Sistema Stanislavski: De Konstantín Stanislavski, cerca formar a l'actor com un artista que persegueixi la veritat i sigui creador del seu personatge. Proposa un actor honest, que indagui al seu interior per trobar les emocions que representa. Requereix que l'actor senti el personatge, es comprometi amb l'obra i visqui l'acte com si fos real, buscant en el seu arxiu emotiu d'experiències viscudes de manera personal.[4]
- Els tresors de la pobresa: Creada per Jerzy Grotowski, sosté que l'actor és la base del teatre, és qui genera el vincle entre l'obra i l'espectador. Realitzant una comparació amb la pobresa, afirma que ha de “despullar-se” per mostrar-se a si mateix al públic. És ell qui ha d'omplir l'escenari i, per aquest motiu, ha de desprendre's de tot accessori extern, com el maquillatge i el vestuari, construint el personatge des del seu interior.[5]
- La santedat secular: També de Grotowski, assenyala que la diferència entre l'“actor distingit” i l'actor sant” és la intenció; és a dir, la consciència amb la qual es fan les coses. Des del punt de vista religiós, la representació actoral és una via de transmutació interior. Des de l'artístic, és una situació de catarsi, un acte d'autorealització. L'actor és una persona que s'exposa a si mateixa i al seu cos públicament. Si només ho fa per diners, aquest acte s'assembla a la prostitució.
- El ritual de teatre: Proposat per Antonin Artaud, defineix l'actuació com un ritu en el qual l'espectador experimenta un “tractament de xoc” a través d'una obra. Amb això, és possible aconseguir que, almenys per uns instants, l'espectador s'allunyi dels seus pensaments lògics i racionals per a introduir-se en el món de l'alliberament i les emocions. S'ha d'aconseguir que els espectadors es desemmascarin i prenguin contacte amb el seu veritable jo.[6]

## La tècnica del doblatge
Tot actor de doblatge ha de tenir algunes habilitats tècniques per al bon acompliment del seu treball. Les habilitats fonamentals són:
- Actuació-sentiment: És la forma com, a través de la veu, es pot reflectir els sentiments del personatge a doblar.
- Ritme: És la capacitat d'emmotllar la veu a la del personatge en velocitat i temps.
- Maneig de llavis: Consisteix a saber el lloc i temps exactes dels llavis del personatge a doblar.
- Observació aguda-actitud panoràmica: És la capacitat que es desenvolupa en escoltar i observar tons, pauses i ritmes del personatge que s'està doblant. Cal escoltar els auriculars i atendre les indicacions del director al mateix temps.
- Memòria: És l'habilitat de memoritzar gairebé immediatament els diàlegs, reaccions i correccions que es fan.
- Màxima concentració: És un esforç que ha de realitzar-se des de l'assaig per estalviar temps, respectant així el director i els altres companys.
- Excel·lent lectura: Això significa llegir correctament amb veu alta i amb la intenció adequada, comprenent el text.[6]

## Tècniques precursores
Abans d'arribar a les tècniques utilitzades avui dia, els actors de doblatge van utilitzar diversos tipus de tècniques que van anar canviant amb el temps, tècniques que en el seu moment van funcionar. Les més destacades són les següents:
- Pràctica en viu: Es va intentar col·locar darrere de l'artista de parla anglesa un declamador de parla espanyola que es cobria amb un llenç perquè la lent no el reflectís. D'aquesta manera, es podrien obtenir al mateix temps dos rols amb idioma diferent.
- Multiplicació de versions: Es filmaven diverses vegades les escenes de la mateixa pel·lícula amb els mateixos actors- si parlaven més d'un idioma- o amb diferents actors. Així, s'obtenien múltiples versions del mateix guió: una per cada idioma a utilitzar. Podria emprar-se un sol director per a les diverses versions o bé podien participar fins a sis directors en la pel·lícula.
- Enregistraments gramofònics: Es gravaven primer les veus i després usaven aquesta mateixa pista durant la projecció. No obstant, no es podia aconseguir la sincronització adequada entre la imatge i el so.
- Insonorització: Consistia a col·locar dins d'una campana de cristall perfectament insonoritzada a pressió a cert actor o actriu que doblaria la veu del personatge estel·lar en una altra llengua i de manera sincronitzada, mentre que el principal, a l'exterior, filmava de manera regular. L'experiment gairebé va acabar en tragèdia, ja que l'encapsulada actriu de doblatge s'estava asfixiant per falta d'oxigen.
- Sistema Vivígraf: Edwin Hopkins, tècnic i director estatunidenc, va crear aquest sistema per a la regravació de diàlegs i la seva post-sincronització per mitjà d'una pista separada del so original. A això ho va anomenar doblatge de veu, l'objectiu del qual era reemplaçar la veu dels actors per la d'altres amb millor dicció.
- Mètode Ritmògraf: Amb aquest mètode, a partir de tres etapes es convertien els components fonètics de la versió original en formes gràfiques com les del so i es col·locaven a un costat de la imatge. Aquestes es transcrivien en síl·labes com si fossin notes musicals. Finalment, l'actor de doblatge les llegia mentre es realitzava la projecció.
- Idiot Cards: Eren cartells amb la pronunciació figurada de l'altre idioma, sostinguts per algun assistent fora de l'àrea registrada per la càmera. Així va ser com alguns actors estatunidencs van filmar pel·lícules parlant un espanyol molt defectuós.[6][7]